# Vite coraggiose
Vite coraggiose este un album-compilație publicat de Al Bano în 2015. Conține o melodie inedită care are ca titlu numele albumului.
Piesa Padre nostro este prezentată în dublă versiune iar una din ele este în duet virtual cu Papa Francisc care recită câteva versuri în cadrul unei înregistrări acordate de Radio Vatican.

## Track list
1. Vite coraggiose (Fabrizio Berlincioni, Albano Carrisi, Alterisio Paoletti) - 3:52
2. Il mondo degli angeli (Oscar Avogadro, Romina Power, Maurizio Fabrizio) - 3:52
3. Ave Maria (Schubert) (Vito Pallavicini, Franz Schubert, Alterisio Paoletti) - 5:25
4. Ave Maria (Gounod) (propria melodie a lui Charles Gounod a fost suprapusă peste “Clavecinul bine temperat” de Johann Sebastian Bach; Alterisio Paoletti) - 3:45
5. Padre nostro (Gregoriano) (tradițional, Alterisio Paoletti) - 4:35
6. Il bambino non è più re (Albano Carrisi) - 3:23
7. Io ti cerco (Albano Carrisi, Romina Power) - 3:59
8. Caro Gesù (Albano Carrisi, Romina Power) - 4:02
9. Padre nostro (cu vocea lui Papa Francisc) (Antonio Labriola, Stefano Govoni, Albano Carrisi) - din muzicalul "Il Primo Papa - la libertà di essere uomo"  - 2:16
10. Canto alla gioia (Ludwig van Beethoven, Andrea Lo Vecchio)